# Walenty Śródecki
Walenty Śródecki (ur. 16 stycznia 1895 w Przystankach, zm. 24 maja 1955 w Otorowie) – żołnierz armii niemieckiej, Błękitnej Armii, podoficer Wojska Polskiego w II Rzeczypospolitej, kawaler Orderu Virtuti Militari.

## Życiorys
Walenty Śródecki (Środecki) urodził się w rodzinie Michała i Wiktorii z Kubiaczyków. 
Absolwent szkoły ludowej.
Pracował jako robotnik rolny.
W 1915 wcielony do armii niemieckiej. Na froncie zachodnim dostał się do niewoli francuskiej.
Wiosną 1919 wstąpił do Błękitnej Armii gen. Józefa Hallera. Wraz z nią powrócił do kraju i w szeregach kompanii ckm 144 pułku Strzelców Kresowych walczył na frontach wojny polsko-bolszewickiej.
W ataku na folwark Zawady na Wołyniu jego ckm został uszkodzony. Zebrał 8 żołnierzy z obsługi i zaatakował bolszewików, przyczyniając się swoją osobistą odwagą do zdobycia dwóch km.
Za bohaterstwo w walce odznaczony został Krzyżem Srebrnym Orderu Virtuti Militari.
Po zakończeniu działań wojennych zdemobilizowany.
Od 1925 pracował we własnym gospodarstwie rolnym w Otorowie. Tam zmarł i został pochowany na miejscowym cmentarzu.
Był dwukrotnie żonaty: z Leokadią z Kaźmierczaków i Marianną z Witkowskich. Dzieci: Aleksander, Jan, Stanisław, Urszula, Teresa, Kazimierz.

## Ordery i odznaczenia
- Krzyż Srebrny Orderu Virtuti Militari (nr 1968)
- Krzyż Kawalerski Orderu Odrodzenia Polski